# A-1200
La autovía A-352 es una vía interurbana en construcción perteneciente a la Red Complementaria de Carreteras de la Junta de Andalucía, que unirá las localidades de Garrucha y Vera, dentro de la comarca de Vera, suponiendo el principal eje de comunicación entre el municipio de Vera y el litoral, y actuando como conexión de la A-7 con el Levante Almeriense. Se construirá por desdoblamiento de la C-3327 y cuenta con un presupuesto de 26 millones de euros, dentro del Plan MAS CERCA (Plan para la Mejora de la Accesibilidad, Seguridad Vial y Conservación en la Red de Carreteras de Andalucía), que ejecuta la Consejería de Obras Públicas y Vivienda. Actualmente hay un primer tramo finalizado, y otro tramo en ejecución desde 2009, con una longitud de 3,80 km, y con un trazado que va desde Cabuzana a la intersección con la AL-7107. Hay otros tramos pendientes de licitación y ejecución, que se han retrasado a causa de recortes presupuestarios y de la demora en la entrega de los terrenos afectados por parte del Ayuntamiento de Garrucha.

## Datos de tráfico
La intensidad media diaria de tráfico está próxima a los 14.500 vehículos/día con un porcentaje de vehículos pesados próximo al 10%. El tramo más próximo a Vera pertenece a la red de gran capacidad.
La velocidad media está comprendida en el intervalo de 61 a 80 km/h.

## Conexiones
La A-1200 es continuación de la A-370 (de Los Gallardos a Garrucha), a través de la A-1207. También conecta con la A-7107 (desde Garrucha a las proximidades de Pulpí).